# Грушево (Камизяцький район)
Грушево  (рос. Грушево) — село у Камизяцькому районі Астраханської області Російської Федерації.
Населення становить 423  особи. Входить до складу муніципального утворення Новотузуклейська сільська рада.

## Історія
Населений пункт розташований на території українського етнічного та культурного краю Жовтий Клин. Від 1925 року належить до Камизяцького району.
Згідно із законом від 6 серпня 2004 року органом місцевого самоврядування є Новотузуклейська сільська рада.

## Населення
| 2002 | 2010 | 2011 | 2012 |
| ---- | ---- | ---- | ---- |
| 434  | ↘400 | ↗427 | ↘423 |